# Kiratpur
Kiratpur là một thành phố và là nơi đặt ban đô thị (municipal board) của quận Bijnor thuộc bang Uttar Pradesh, Ấn Độ.

## Địa lý
Kiratpur có vị trí 29°31′B 78°12′Đ / 29,52°B 78,2°Đ Nó có độ cao trung bình là 241 mét (790 feet).

## Nhân khẩu
Theo điều tra dân số năm 2001 của Ấn Độ, Kiratpur có dân số 55.310 người. Phái nam chiếm 52% tổng số dân và phái nữ chiếm 48%. Kiratpur có tỷ lệ 45% biết đọc biết viết, thấp hơn tỷ lệ trung bình toàn quốc là 59,5%: tỷ lệ cho phái nam là 49%, và tỷ lệ cho phái nữ là 39%. Tại Kiratpur, 19% dân số nhỏ hơn 6 tuổi.